# Emoia klossi
Emoia klossi är en ödleart som beskrevs av  George Albert Boulenger 1914. Emoia klossi ingår i släktet Emoia och familjen skinkar. Inga underarter finns listade i Catalogue of Life.